# Móng (công trình xây dựng)

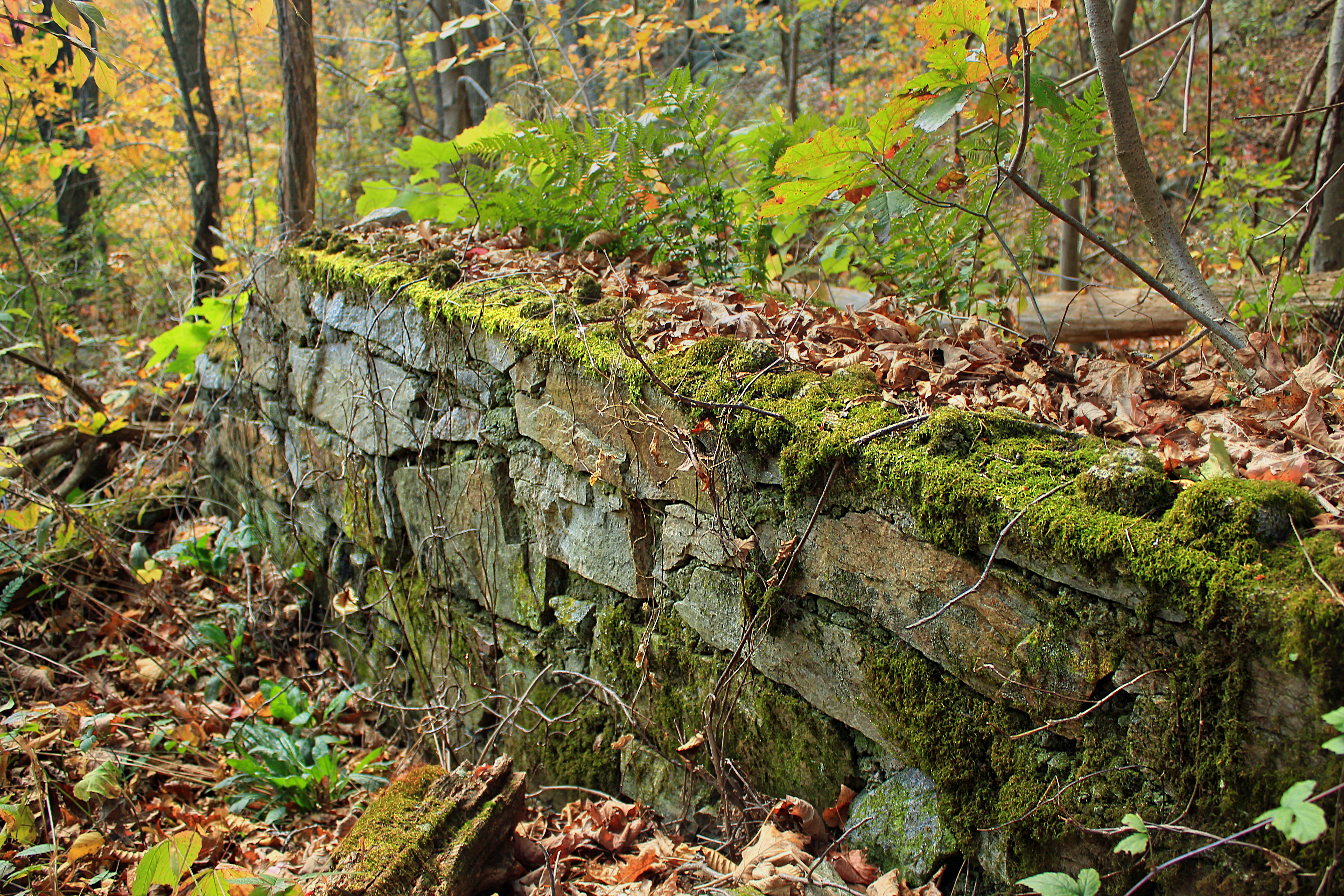
Một phần móng lộ của công trình xây dựng, Tàn tích dọc theo Đường mòn Appalachian tại Totts Gap, Hạt Northampton, trong Khu giải trí Quốc gia Delaware Water Gap.

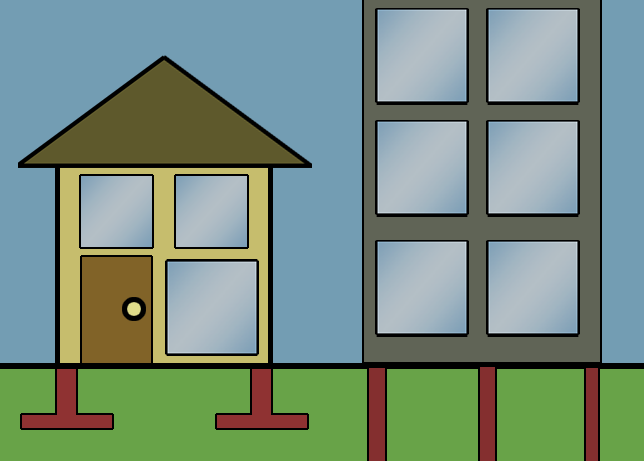
Hình vẽ phần móng dưới ngôi nhà

Móng hay móng nền, nền móng hay móng nhà là kết cấu kỹ thuật xây dựng nằm dưới cùng của công trình xây dựng như các tòa nhà, cầu, đập nước) đảm nhiệm chức năng trực tiếp tải trọng của công trình vào nền đất bảo đảm cho công trình chịu được sức ép của trọng lực từng các tầng, lầu khối lượng của công trình đảm bảo sự chắc chắn của công trình. Móng phải được thiết kế và xây dựng và thi công công trình không bị lún gây ra nứt hoặc đổ vỡ các công trình xây dựng. Nền móng là phần đất nằm dưới đáy móng chịu toàn bộ hoặc phần lớn tải trọng công trình đè xuống, còn gọi là nền đất, nơi chịu toàn bộ tải trọng của công trình, lại là thành phần của công trình được chôn sâu và kỹ.. Móng nhà là một trong những yếu tố quan trọng nhất cần được lưu ý khi xây nhà hoặc các công trình khác. Đây là nơi quyết định cho sự kiên cố, bền vững và là nền tảng nâng đỡ cả công trình.

## Các loại móng
Móng của công trình giống như những chân đế với kích thước và hình dạng khác nhau tuỳ theo tính chất của khu đất và tuỳ thuộc vào độ cao, tải trọng của công trình bên trên. Khi công trình nằm trên khu đất mềm hoặc khi công trình có một độ cao nhất định thì nền móng phải có hình dạng to ngang và sâu để phần diện tích tiếp xúc với đất được nhiều.
Móng công trình có nhiều loại: móng đơn, móng bè, móng băng hay móng cọc. Tuỳ thuộc vào tải trọng, chiều cao của công trình bên trên và tính chất các tầng đất của công trình mà kỹ sư sẽ quyết định, tính toán và sử dụng loại móng phù hợp và an toàn. Đối với những công trình nhà ở nhỏ và thấp tầng như nhà phố hay biệt thự thì phần nền móng cũng không quá phức tạp ngoại trừ công trình nằm trên những khu đất quá "mềm" (nền đất yếu). Tuy nhiên, đối với những công trình cao tầng như chung cư hay các loại cao ốc thì phần nền móng sẽ phức tạp hơn rất nhiều từ việc thiết kế đến thi công.
Hiện nay ngành xây dựng đang có xu hướng sử dụng những vật liệu thô, thân thiện với môi trường. Các vật liệu thô được sử dụng nhiều nhất là: cừ tràm, cừ bạch đàn, cừ dừa, phên tre, cót tre...
- Móng tự nhiên: Là các loại móng đã được hình thành sẵn trong tự nhiên mà không cần phải tác động, đào bới, gia cố và bản thân nó đã đủ khả năng chịu lực cho công trình. Thường thì các loại móng này có được do công trình năm trên địa điểm có đất cứng, rắn chắc hoặc các loại công trình đơn sơ (nhà tranh, nhà lá, nhà sàn, lều, cầu khỉ, cầu tre...) không phải chịu nhiều tải trọng.

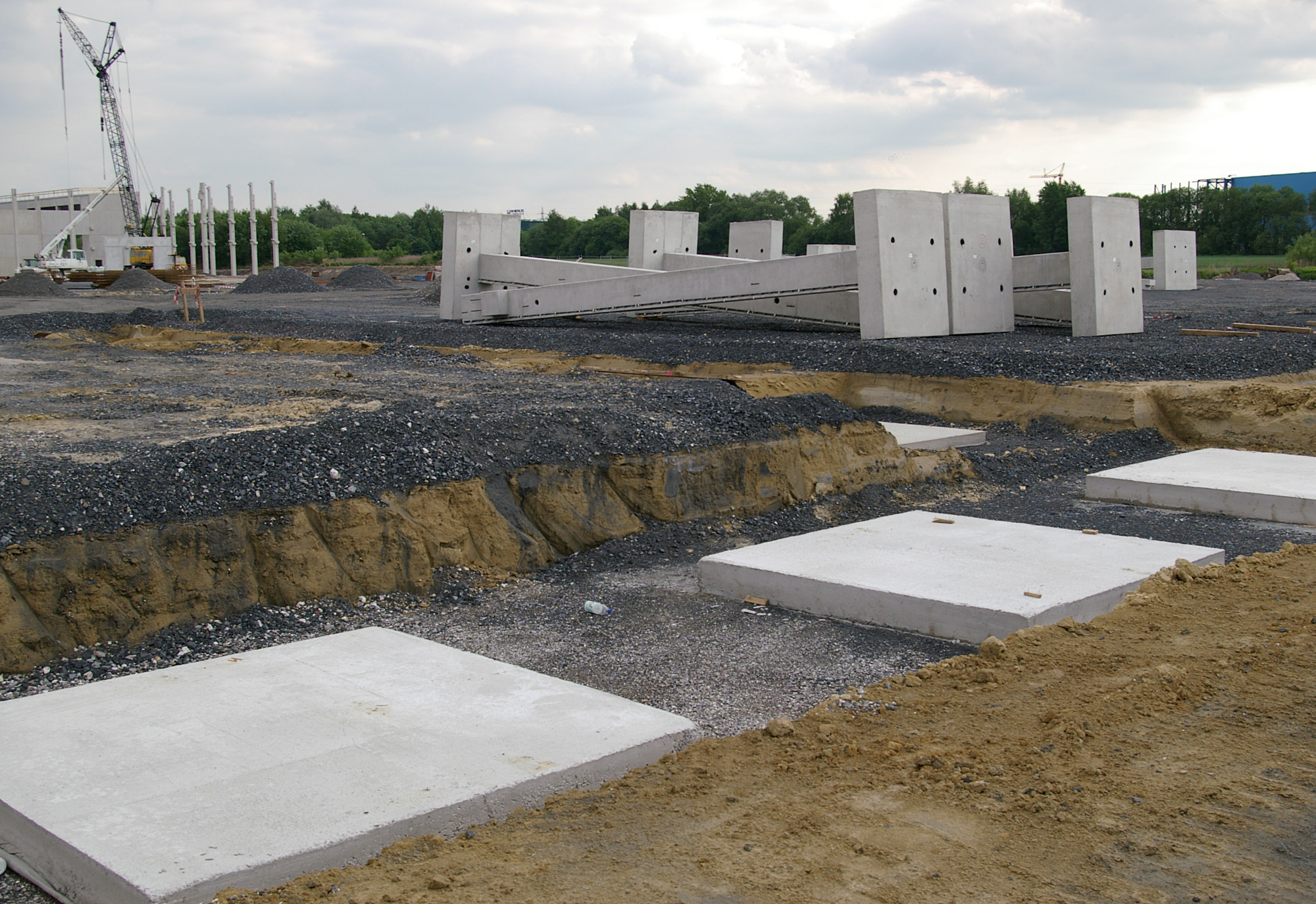
Một số kiểu móng nền

- Móng đơn: Là các loại móng đỡ một cột hoặc một cụm cột đứng sát nhau có tác dụng chịu lực.
- Móng băng: có dạng một dải dài, có thể độc lập hoặc giao nhau (cắt nhau hình chữ thập), để đỡ tường hoặc hàng cột. Việc thi công móng băng thường là việc đào móng quanh khuôn viên công trình (tòa nhà) hoặc đào móng song song với nhau trong khuôn viên đó. Móng thuộc loại móng nông, là những móng xây trên hố đào trần, sau đó lấp lại, chiều sâu chôn móng khoảng dưới 2 đến 3m, trong trường hợp đặc biệt có thể sâu đến 5m và thường được xây dưới tường hoặc dưới hàng cột
- Móng bè: trải rộng dưới toàn bộ công trình để giảm áp lực của công trình lên nền đất. Đây là một loại móng nông, được dùng chủ yếu ở nơi có nền đất yếu, sức kháng nén yếu dù không hay có nước hoặc do yêu cầu cấu tạo của công trình
- Móng cọc: Là các loại móng gồm có cọc và đài cọc, dùng để truyền tải trọng của công trình xuống lớp đất tốt đến tận sỏi đá nằm ở dưới sâu. Người ta có thể đóng, hạ những cây cọc lớn xuống các tầng đất sâu, nhờ đó làm tăng khả năng chịu tải trọng lớn cho móng. Cọc tre, cọc cừ tràm ở Việt Nam được sử dụng như một biện pháp gia cố nền đất dưới móng công trình. Ngoài ra ngày nay thường sử dụng cọc nhồi bê tông.

## Xây dựng

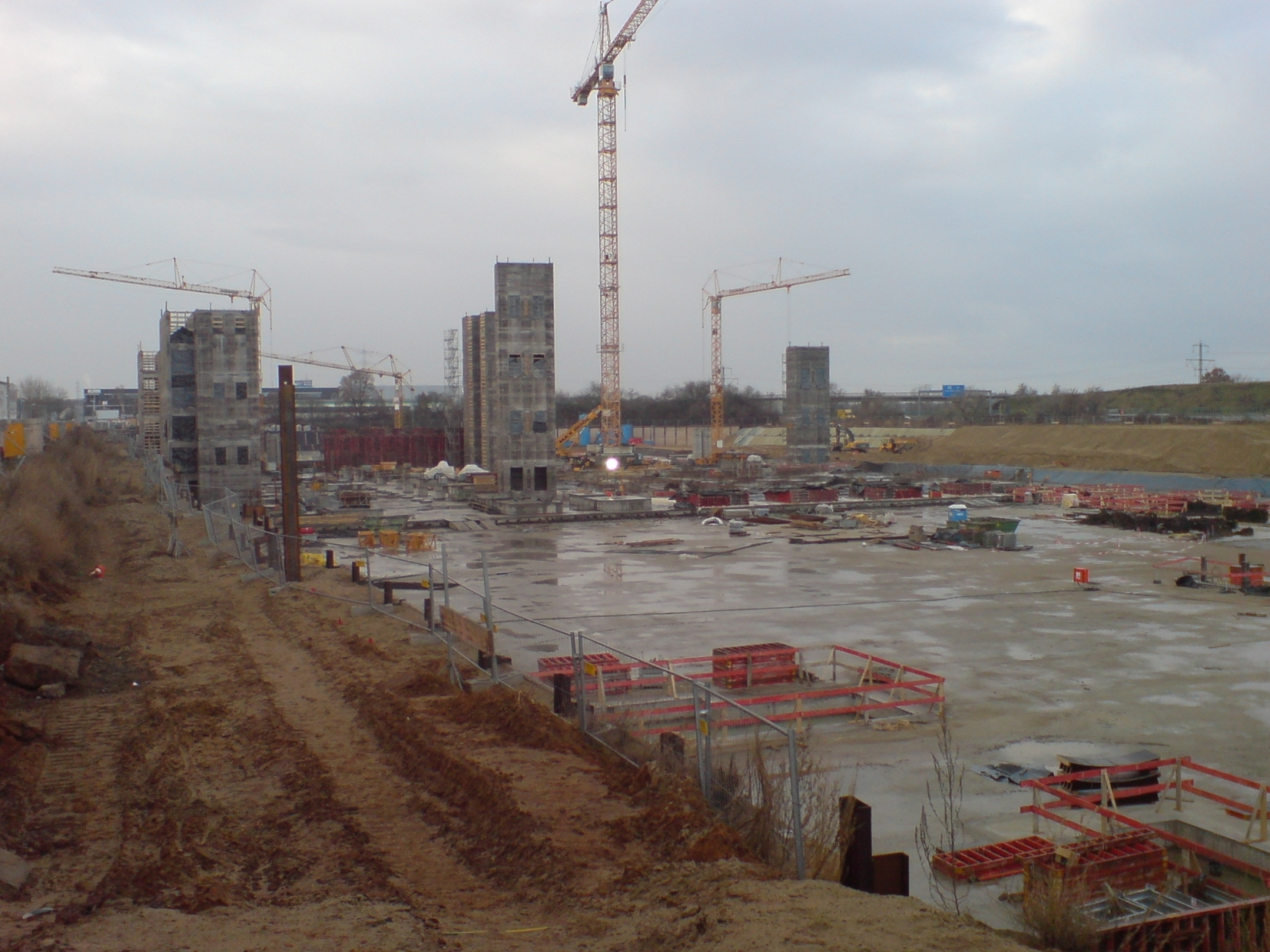
Thi công móng công trình

Khi xây dựng móng, tùy theo tính chất của tòa nhà, công trình mà có những bước, quy chuẩn khác nhau, tuy nhiên có một số những công đoạn chính khi xây móng là:

### Khảo sát địa kỹ thuật
Việc khảo sát địa kỹ thuật là khâu quan trọng, mấu chốt. Trước tiên phải nghiên cứu lịch sử thành tạo địa chất và điều kiện địa chất công trình tại địa điểm xây dựng, tham khảo những tài liệu đã có tại khu vực sẽ xây dựng công trình và những công trình lân cận. Xác định số lượng, vị trí và chiều sâu các điểm khảo sát cùng với phương pháp khảo sát.
Về khối lượng công tác khảo sát phải bao quát toàn bộ diện tích xây dựng công trình, các hạng mục nhỏ đến đâu thì số điểm khảo sát tối thiểu cũng không được ít hơn 3. Về vị trí các điểm khảo sát thì phải bố trí theo chu vi móng và một số điểm ở ngay giữa công trình để thiết lập được các mặt cắt địa chất. Về chiều sâu các điểm khảo sát, phải vượt qua tầng chịu nén Ha. Thông thường đối với móng cọc, chiều sâu các hố khoan và các hố xuyên phải vượt qua đầu mũi cọc dự kiến từ 7 m 50 đến 40 m, như vậy mới đủ số liệu địa chất để thiết kế cọc và tính lún cho móng cọc. Cần xác định mực nước dưới đất theo mùa và tính chất ăn mòn đối với bêtông. Đặc biệt đối với nền móng các công trình lân cận cần tiến hành quan sát đo vẽ, chụp ảnh.
Nội dung khảo sát địa chất công trình:
- Cấu trúc địa tầng của khu vực xây dựng, thế nằm và tính liên tục của các lớp đất đá. Trường hợp trong phạm vi nền công trình tồn tại các lớp đá, phải đánh giá được thế nằm của đá, mức độ và chiều sâu phong hóa, hệ thống các khe nứt của chúng.
- Các tính chất cơ lý chủ yếu của từng lớp đất đá bao gồm cả kết quả thí nghiệm hiện trường nếu có.
- Sự tồn tại, thay đổi của nước mặt, nước ngầm cũng như tính ăn mòn vật liệu của chúng.
- Các hiện tượng địa chất đặc biệt có thể xảy ra trong quá trình thi công và khai thác công trình do sự có mặt các công trình xây dựng gây ra.
Tùy theo giai đoạn của dự án cũng như khả năng tài chính của giai đoạn, các phương pháp sau đây có thể áp dụng để tiến hành việc khảo sát địa chất công trình
- Điều tra ban đầu dựa theo các tài liệu có sẵn của các công trình lân cận trong các kho lưu trữ.
-Quan sát các vết lộ, các hố đào, lấy mẫu đá từ các hố đào.
- Khảo sát sơ bộ bằng phương pháp khoan thăm dò có hoặc không có lấy mẫu phân tích.
- Thi công thử và thí nghiệm trực tiếp trên các chi tiết thử.

### Thiết kế
Thông thường, đối với nhà cao tầng thường dùng móng cọc khoan nhồi. đường kính cọc phổ biến từ 0 m 80 đến 1 m 40, hay dùng nhất là loại cọc ð 1 m 00 và ð 1 m 20. Đối với nhà có chiều cao trên 30 tầng, thì dùng móng cọc Barét. Đầu cọc phải cắm vào tầng đất tốt. Đài cọc phải có chiều dày bằng hoặc lớn hơn 2 lần đường kính cọc khoan nhồi hoặc 2 lần chiều rộng cọc Barét. Ngoài việc tính toán sức chịu tải của cọc bằng lý thuyết dựa vào kết quả khảo sát địa chất công trình, còn phải thí nghiệm sức chịu tải của cọc tại hiện trường như nén tỉnh cọc hoặc phương pháp Osterberg khi sức chịu tải của cọc rất lớn.
Nếu dùng tường trong đất, thì đây là kết cấu vĩnh viễn. Tường trong đất là loại kết cấu bê tông cốt thép có chiều dày từ 60 cm đến 1,5 m (tường tầng hầm nhà cao tầng thường dùng loại chiều dày từ 60 cm đến 1 m tuỳ yêu cầu cụ thể, có chiều sâu đến vài chục mét. Tường trong đất phải chống được vào tầng đất loại sét có trạng thái dẻo cứng đến nửa cứng hoặc cứng

### Thi công
Để đảm bảo chất lượng các công trình cần chú ý quản lý chất lượng và đảm bảo an toàn khi xây dựng đặc biệt là tầng hàm nhà cao tầng. Cần có thiết kế kỹ thuật thi công và biện pháp thi công tầng hầm nhà cao tầng, đặc biệt là việc bảo vệ hố đào sâu để đảm bảo an toàn cho các công trình lân cận. Chủ đầu tư nên thuê tư vấn độc lập thẩm tra biện pháp thi công tầng hầm. Nên điều tra, nghiên cứu kỹ về thực trạng các công trình lân cận, nhất là phần nền móng để có biện pháp hiệu quả. Phải quan trắc để đảm bảo cho kết cấu bảo vệ hố đào sâu, cho kết cấu nền móng, cho tầng hầm và cả công trình được an toàn, ổn định.

## Một số lưu ý

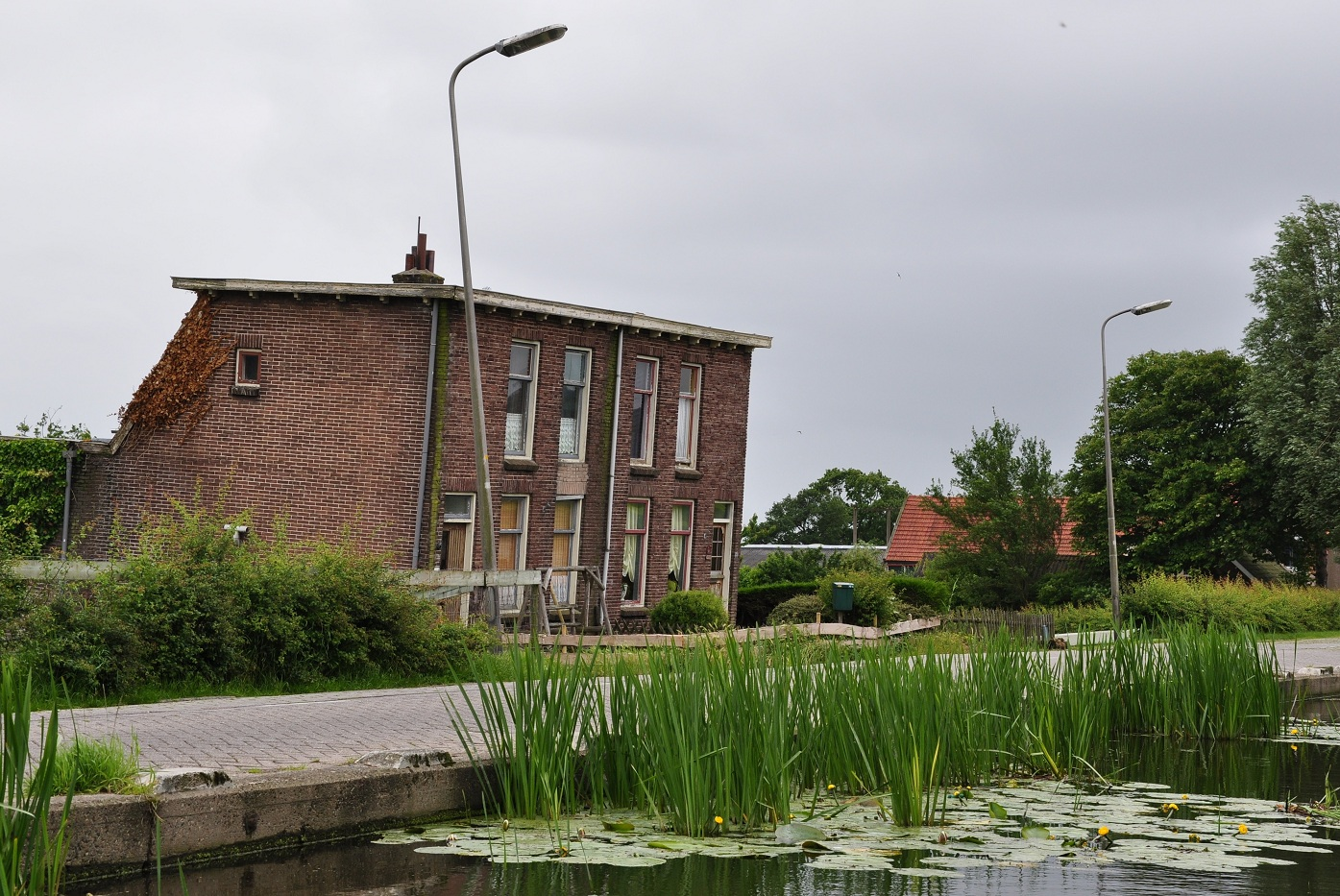
Một tòa nhà bị nghiêng do móng yếu

Móng nhà cần kiên cố, vững chắc thì ngôi nhà mới có thể bền vững vì vậy khi đổ móng cần tránh đất nhão, đất xốp dễ bị nấm mốc vì thổ chất của móng nhà thích hợp dùng đất cát vì đất cát rất chặt và kiên cố, nhà ở không có nguy cơ bị nghiêng lún ngoài ra đất cát khô ráo, khả năng thấm cao có lợi cho sự phát triển sinh sôi của vi sinh vật cần oxy, bảo đảm tác dụng tự làm sạch đất.
Không nên sử dụng đất sét, kết cấu quá chặt, khả năng hút nước lại thấp, sẽ không tốt cho sự phát triển mạnh của vi sinh vật cần oxy, từ đó dẫn đến hạn chế tác dụng tự làm sạch của đất. Vì thế, nhà ở dễ bị ẩm thấp, sàn nhà dễ đọng nước, làm nơi sinh sôi cho ruồi muỗi, nấm mốc. Đất xốp cũng không thích hợp làm móng nhà, thứ nhất là khó chịu nổi sức nặng của ngôi nhà, dẫn đến việc nhà lún hay nghiêng đổ, thứ hai là nước thải sinh hoạt dễ làm ô nhiễm nguồn nước phía dưới, gây ra các bệnh lây nhiễm qua đường nước.
Tránh mức nước quá cao gây ẩm thấp vị trí mạch nước ngầm dưới đất càng thấp càng tốt, ít nhất là thấp hơn móng của nhà 0,5 mét nhằm tránh cho trong nhà không bị ẩm thấp, lạnh lẽo và nghiêng lún, cũng là nhằm tránh ô nhiễm nguồn nước. Nếu đường nước ngầm quá gần nền nhà, không chỉ làm nhà ẩm thấp lạnh lẽo, có nguy cơ nghiêng lún, mà còn thường gây ô nhiễm nguồn nước ngầm dưới đất.